# Mark Witherspoon
Mark Witherspoon (né le 3 septembre 1963 à Chicago) est un athlète américain spécialiste du 100 mètres.
Il se classe troisième du 60 m plat lors des Championnats du monde en salle 1987 d'Indianapolis, derrière le Canadien Ben Johnson et son compatriote Lee McRae, mais récupère dès l'année suivante la médaille d'argent à la suite du dopage avéré de Ben Johnson. Il s'adjuge le titre du 100 m des Championnats des États-Unis 1987 et établit en 10 s 04 la meilleure performance de sa carrière sur la distance. 
En 1990, Mark Witherspoon se classe deuxième du 100 m de la Finale du Grand Prix à Athènes en Grèce en  (10 s 11) intercalé entre ses compatriotes et partenaires d'entrainement du Santa Monica Track Club Leroy Burrell (10 s 04) et Carl Lewis.

## Palmarès
| Date | Compétition                    | Lieu                | Résultat | Discipline |
| ---- | ------------------------------ | ------------------- | -------- | ---------- |
| 1987 | Championnats du monde en salle | Indianapolis        | 2e       | 60 m       |
| 1990 | Finale du Grand Prix           | Athènes             | 2e       | 100 m      |
| 1992 | Championnat des États-Unis     | La Nouvelle-Orléans | 2e       | 100 m      |